# كوري باول
كوري باول (بالإنجليزية: Corey Paul) هو موسيقي أمريكي، ولد في 10 مارس 1987 في هيوستن في الولايات المتحدة.